# Кърчища
Вижте пояснителната страница за други значения на Кърчища.
Къ̀рчища (произношение в местния говор Къ̀рчишча, на гръцки: Πολυάνεμο, Полианемо, катаревуса: Πολυάνεμον, Полианемон, до 1926 година Κόρτσιστα, Корциста) е село в Егейска Македония, Република Гърция, част от дем Нестрам в административната област Западна Македония.

## География
Селото е разположено на 27 километра западно от град Костур, близо до границата с Албания.

## История

### В Османската империя
Селото се споменава в османски дефтер от 1530 година с 87 семейства под името Кърчище.
В края на XIX век Кърчища е село в Хрупишка нахия на Костурска каза на Османската империя. В „Етнография на вилаетите Адрианопол, Монастир и Салоника“, издадена в Константинопол в 1878 година и отразяваща статистиката на населението от 1873 година, Кърчища (Krtchischta) е посочено като село с 67 домакинства и 220 жители българи. Според статистиката на Васил Кънчов („Македония. Етнография и статистика“) в 1900 Кърчища има 385 жители българи християни, 30 турци и малко арнаути християни.
На Етнографската карта на Битолския вилает на Картографския институт в София от 1901 година Кърчища е чисто българско село в Костурската каза на Корчанския санджак с 50 къщи.
Църквата „Света Матрона Хиоска“ е от края на XIX век.
В началото на XX век жителите на Кърчища са под върховенството на Цариградската патриаршия. По данни на секретаря на Българската екзархия Димитър Мишев („La Macédoine et sa Population Chrétienne“) в 1905 година в селото има 384 българи патриаршисти гъркомани и работи гръцко училище.
Гръцка статистика от 1905 година представя селото като гръцко – с 450 жители. Според Георги Константинов Бистрицки Кърчища преди Балканската война има 60 български къщи.
В 1907 година селото 60 къщи чифлик на пашата от Лесковик, предимно гъркоманско с малко българи екзархисти и активно подпомага гръцките андартски чети в нападенията им над околните български екзархийски села като Косинец. Според Георги Трайчев през 1911/1912 година в Кърчища има 45 български къщи с 245 жители, като фунцкионират църква и училище.
При избухването на Балканската война в 1912 година двама души от Кърчища са доброволци в Македоно-одринското опълчение.
В 1915 година костурчанинът учител Георги Райков пише:
| „ | 3/4 ч. на запад от с. Лабаница, на едно хълмисто място, е разположено с. Кърчища. Населението му говори на матерния си чисто български язик. За духовен началник признаваха българския Екзарх Йосиф I. | “ |

На етническата карта на Костурското братство в София от 1940 година, към 1912 година Кърчища е обозначено като българско селище.

### В Гърция
През войната в селото влизат гръцки части и след Междусъюзническата война Кърчища остава в Гърция. Боривое Милоевич пише в 1921 година („Южна Македония“), че Кърчища (Крчишта) има 50 къщи славяни християни. В 1928 година в селото има само един грък бежанец.
В 1926 година селото е прекръстено на Полианемон.
По време на окупацията в годините на Втората световна война в 1943 – 1944 година в селото е издаван вестник „Славяномакедонски глас“, орган на Славяномакедонския народоосвободителен фронт.
По време на Гръцката гражданска война селото пострадва силно – цялото му население го напуска, а 56 деца са изведени извън страната от комунистическите власти като деца бежанци.
Възстановено е след края на войната от жители от съседните бежански села Шак (Комнинадес) и Ревани (Дипотамия). В 1953 година става част от община Косинец (Йеропиги). От 1997 година селото е част от дем Акритес, който от 1 януари 2011 година по закона Каликратис е слят с дем Нестрам.
| Година    | 1913 | 1920 | 1928 | 1940 | 1951 | 1961 | 1971 | 1981 | 1991 | 2001 | 2011 | 2021 |
| --------- | ---- | ---- | ---- | ---- | ---- | ---- | ---- | ---- | ---- | ---- | ---- | ---- |
| Население | 318  | 243  | 249  | 270  | 0    | 143  | 59   | 43   | 60   | 63   | 11   | 11   |

## Личности
Родени в Кърчища
- Антон Панайотов (1873 – 1933), български революционер
- Димитър Наковски, селски епитроп и деец на ВМОРО[20]
- Ламбро Георгиев (1877 – ?), македоно-одрински опълченец, Първа рота на Шеста охридска дружина[21]
- Михали Апостолов (1923 – 1948), гръцки партизанин и деец на СНОФ и НОФ
- Наум Димитров Наковски, шивач и активен деец на ВМОРО[20]
- Коста Антоновски (1912 – 1947), гръцки партизанин и деец на НОФ
- Сотир Андоновски (1918 – 1985), гръцки партизанин и деец на СНОФ и НОФ
- Петре Наковски (р.1937), писател и преводач от Северна Македония
- Спиро Карамфилов (? – 1934), баща на българския литературен критик Ефрем Каранфилов[22]
- Стоян Наумов, македоно-одрински опълченец, Четвърта рота на Осма костурска дружина[23]
- Търпо Наковски, офицер и фотограф, учил в Костур и Атина, загинал по време на войните за национално обединение[24]

Свързани с Кърчища
- Ефрем Каранфилов (1915 – 1998), български литературен критик, по произход от Кърчища